# Géographie de la Haute-Savoie

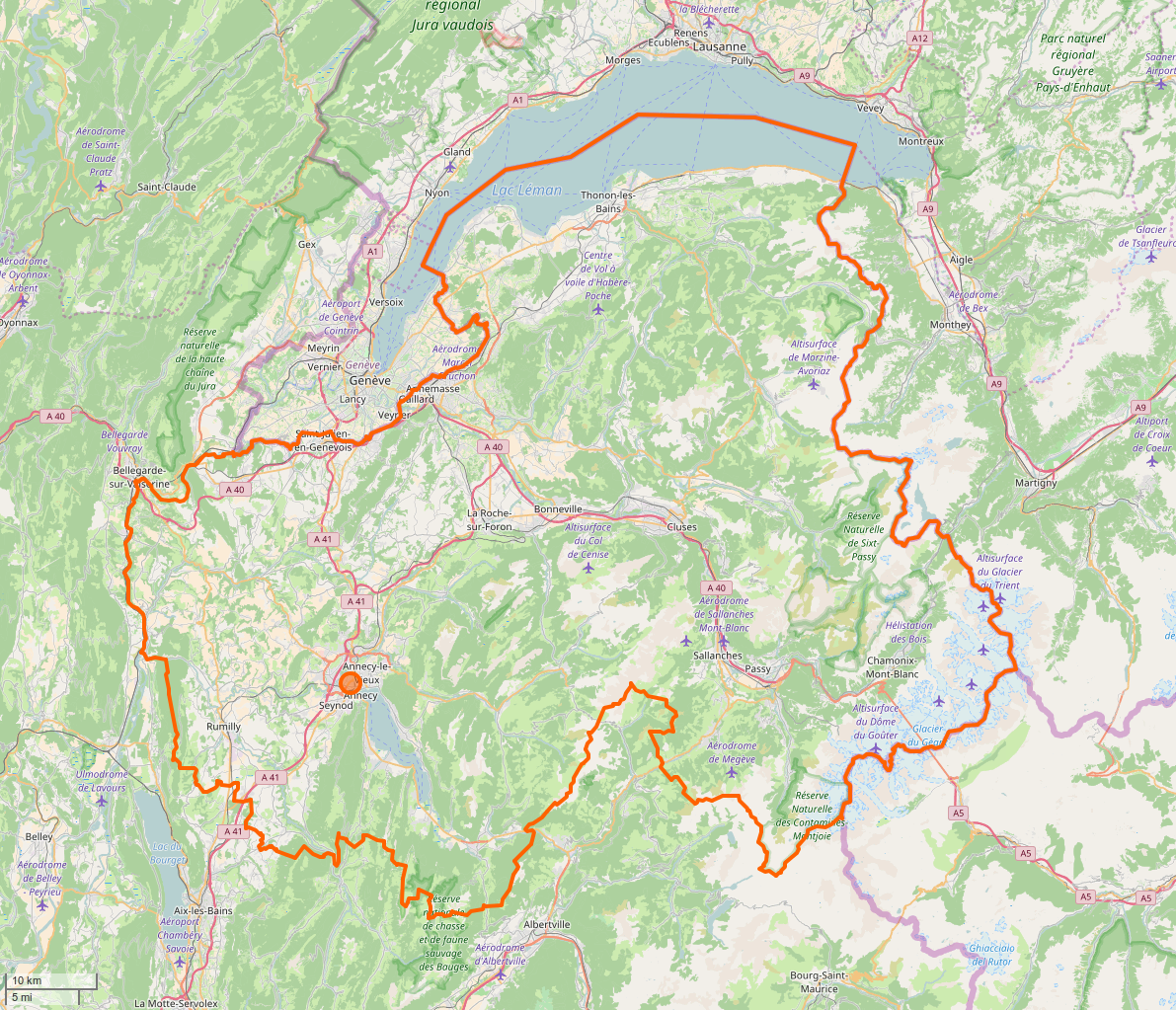
Carte des limites administratives du département de la Haute-Savoie

La Haute-Savoie fait partie de la région Auvergne-Rhône-Alpes. Elle est limitrophe des départements de l'Ain et de la Savoie, ainsi que de la Suisse et de l'Italie. Une partie de la frontière avec la Suisse est matérialisée par le lac Léman.
Sur son territoire est située une partie importante du massif du mont Blanc, sur la frontière franco-italienne, sommet culminant de l'Europe de l'Ouest avec ses 4 806 m. L'altitude moyenne du département est de 1 160 m, et sa superficie de 4 388 km2.

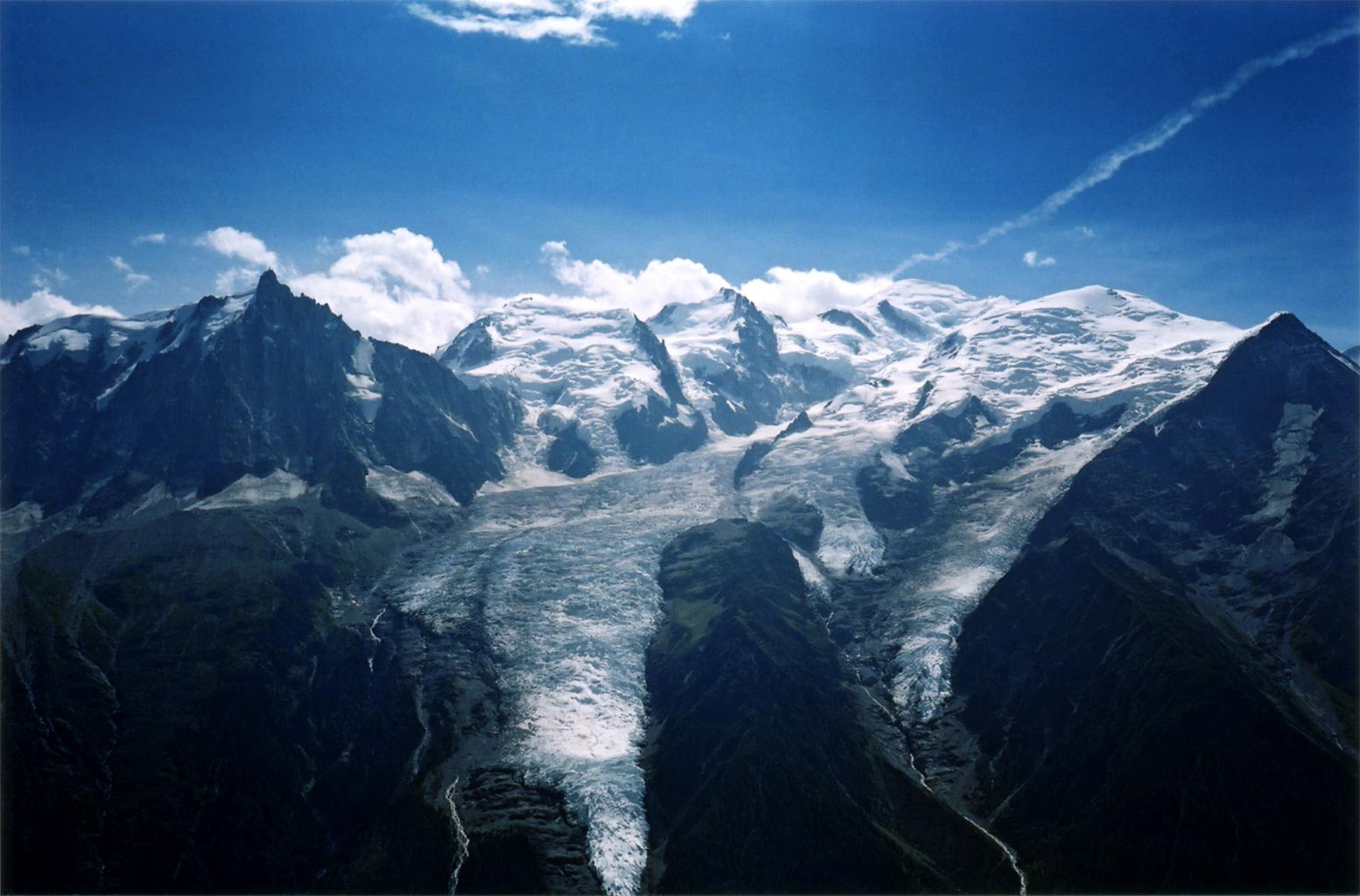
Partie centrale du massif du Mont-Blanc

Son relief est déterminé par de grands éléments géographiques :
- Le massif du Mont-Blanc ;
- Les Préalpes calcaires, avec le massif du Chablais, les Bornes, la chaîne des Aravis constituant la zone centrale montagneuse du département et les Bauges ;
- L'avant-pays savoyard avec le Genevois haut-savoyard et l'Albanais.

Entre ses divers éléments les vallées s'articulent, parmi lesquelles il faut signaler :
- la vallée de l'Arve qui constitue un très important axe européen de circulation, entre Genève et le tunnel du Mont-Blanc,
- la cluse d'Annecy dans laquelle se loge le lac d'Annecy.

## Ressources naturelles
Ses ressources naturelles comprennent :
- Lacs : lac Léman 52 200 ha dont 21 400 ha en Haute-Savoie, lac d'Annecy 2 700 ha.
- Cours d'eau : 3 500 km.
- Forêts : 170 000 ha.
- Réserves naturelles : 20 000 ha (premier département français).

## Les massifs
| \| Aravis Mont-Blanc Chablais Giffre Aiguilles Rouges Bornes Bauges Beaufortain Salève Genevois Albanais Chambotte Plateau suisse \| Carte topographique de la Haute-Savoie |
| Aravis Mont-Blanc Chablais Giffre Aiguilles Rouges Bornes Bauges Beaufortain Salève Genevois Albanais Chambotte Plateau suisse                                              |

- Mont-Blanc
- Aiguilles Rouges
- Aravis
- Bornes
- Chablais
- Salève

## Les vallées
- le val d'Abondance
- Le vallée de l'Arve
- le val de Fier
- la vallée du Giffre
- la vallée des Usses
- la vallée d'Aulps

## Les fleuves et rivières
- Le Rhône
  - Le lac Léman traversé par le Rhône
    - La Dranse
      - Le Maravant (RD)
      - Le Brevon (RG)
      - La Dranse d'Abondance (RD)
      - La Dranse de Morzine

    - Le Foran
    - L'Hermance

  - L'Arve, affluent du Rhône
    - Le Foron (RD)
    - La Menoge (RD)
    - Le Borne (RG)
    - Le Bronze (RG)
    - Le Giffre (RD)
      - Le Risse (RD)

    - le Pontet
    - Le Sallanche (RG)
    - Le Bon Nant
    - La Diosaz

  - Le Nant de Feigère, affluent du Rhône
  - Les Usses, affluent du Rhône
  - Le Fier, affluent du Rhône
    - Le Chéran (RG)
      - Le Dadon (RG)

    - Le Thiou (RD)
      - Le lac d'Annecy
        - Le Laudon
        - L'Eau Morte

    - La Fillière (RD)
    - Le Malnant (RG)
    - Le Nom (RD)
    - Le Champfroid (RG)
- L'Arly affluent de l'Isère en Savoie
  - La Chaise
- La Deisse coule vers le lac du Bourget en Savoie

## Les pays et les agglomérations
- Agglomération d'Annecy
- Agglomération d'Annemasse
- Agglomération de Thonon
- Communauté de communes Faucigny-Glières
- Genevois français - CC du Genevois
- Pays de l'Albanais - CC Rumilly Terre de Savoie
- Pays de la Côte-en-Chablais - CC des collines du Léman - CC du Bas-Chablais
- Pays de Cruseilles - CC du Pays de Cruseilles
- Pays de Faverges - CC des Sources du Lac d'Annecy
- Pays de Fillière - CC du pays de la Fillière
- Pays de Gavot -  CC du pays d'Évian
- Pays du Laudon - CC de la Rive Gauche du Lac d'Annecy
- Pays du Mont-Blanc - CC Pays du Mont-Blanc
- Pays de Seyssel - CC du pays de Seyssel
- Les Usses - CC du Val des Usses
- Vallée d'Aulps - CC du Haut-Chablais
- Vallée de Chamonix - CC de la vallée de Chamonix-Mont-Blanc
- Vallée Verte - CC de la vallée de la Vallée Verte